# Zona de ocupación francesa
La zona de ocupación francesa (en alemán: Französische Besatzungszone) era una de las cuatro zonas aliadas establecidas en Alemania después de la Segunda Guerra Mundial.

## Precedente tras la Primera Guerra Mundial
Después del Armisticio de la Primera Guerra Mundial, las fuerzas Aliadas ocuparon una parte del territorio alemán hasta la década de 1920 y Francia administró el Territorio de la Cuenca del Sarre hasta 1935.
El Tratado de Versalles preveía una presencia militar francesa, británica, americana y belga sobre la margen izquierda del río Rin y una parte de la margen derecha a partir de enero de 1920 por un periodo de 5 a 15 años según los territorios. Los franceses heredaron además la mayor de las zonas de ocupación que aún se expandió con la rápida retirada de los Estados Unidos tanto de la dirección del Alto Comisionado Interaliado de los Territorios Renanos (ACITR), como de la presidencia de la comisión del gobierno del Sarre por mandato de la Sociedad de Naciones, así como del Territorio de Memel y de la Alta Silesia.
Los efectivos de las fuerzas ocupantes alcanzaron el número de 100.000 en los territorios renanos en los periodos de mayor calma. El máximo número de militares se alcanzó en mayo de 1921 a raíz de la primera ocupación de Ruhrort, Düsseldorf y Duisburg con 250.000 soldados, de los cuales 210.000 eran franceses.

## Historia
Al final de la Segunda Guerra Mundial, antes de la Conferencia de Yalta (del 4 al 11 de febrero de 1945), no se había atribuido ninguna zona de ocupación a Francia. Ante la insistencia de De Gaulle y del Gobierno provisional de la República Francesa, Winston Churchill, Franklin Roosevelt y Iósif Stalin decidieron lo que sigue:
Extraído del comunicado final en su 4º punto
IV. Zona de ocupación para Francia y consejo de control sobre Alemania
Se ha decidido que una zona de Alemania será asignada a Francia para ser ocupada por las fuerzas francesas. Esta zona será tomada de las zonas británica y americana y su extensión será fijada por británicos y americanos, en acuerdo con el Gobierno provisional francés.
También se ha decidido que el Gobierno provisional francés será invitado a tomar parte en la Comisión de Control Aliada en Alemania.
Las fuerzas francesas en Alemania tomaron posesión de su zona a partir de julio de 1945.

## Extensión territorial

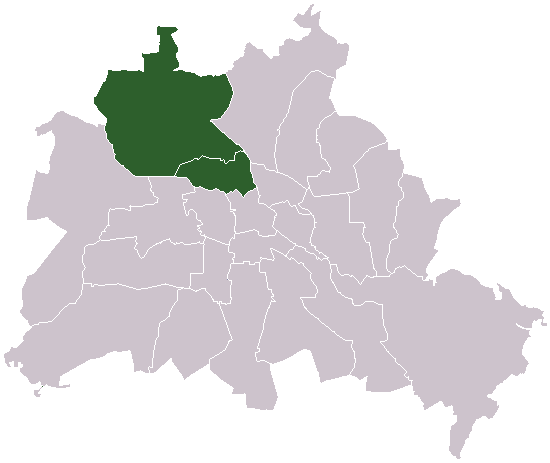
El sector de ocupación francesa de Berlín.

La zona tenía su cuartel general en Baden-Baden, dentro de la región histórica de Baden, y estaba constituida por: 
- Los actuales estados federados (Länder) de:

1. Renania-Palatinado
2. Sarre (este territorio fue constituido como un Estado independiente y soberano, bajo protectorado francés, el 15 de diciembre de 1947. Se reintegró en la RFA el 1 de enero de 1957 con el estatus de Land (estado  federado), tras el referéndum del 23 de octubre de 1955 y los acuerdos de Luxemburgo del 27 de octubre de 1956).

- Los antiguos estados federados (Länder) de:

1. Wurtemberg-Hohenzollern
2. Baden

Estos dos se fusionaron con el estado federado de Wurtemberg-Baden (situado en zona americana), a fin de formar el land de Baden-Wurtemberg.
- El distrito de Lindau (actualmente en Baviera) que servía de pasillo de conexión entre la zona de ocupación francesa en Alemania y la correspondiente zona de ocupación en Austria. En efecto, permitía a las fuerzas estacionadas en este último país pasar a Francia evitando así tener que transitar a través de la zona de ocupación americana. Tras el fin del estatuto de zonas de ocupación en Austria el 5 de mayo de 1955, el distrito de Lindau, que dependió sucesivamente de Wurtemberg-Hohenzollern y después de Baden-Wurtemberg, fue reintegrado entonces en Baviera en la zona americana.

- Los distritos berlineses occidentales de:

1. Reinickendorf
2. Wedding

Estos últimos eran administrados por el Gobierno militar francés en Berlín (GMFB).

## Lista de los comandantes de zona

### Comandante militar
- mayo de 1945 - julio de 1945: Jean de Lattre de Tassigny

### Gobierno militar
- julio de 1945 - 21 de septiembre de 1949: Marie-Pierre Kœnig

Gobernadores:
- gobernador de Renania y del Palatinado: Claude Hettier de Boislambert (1945-1951)
- gobernador de Wurtemberg-Hohenzollern: Guillaume Widmer (1945-1952)
- Gobernador de la región de Baden: Pierre Pène (1946-1952).

### Alto comisario
- 21 de septiembre de 1949 - 5 de mayo de 1955: André François-Poncet quien formó parte del Alto comisionado aliado que existió entre 1948 y 1955.